# Rue de l'Université-du-Mirail
Pour les articles homonymes, voir Rue de l'Université.
La rue de l'Université-du-Mirail (en occitan : carrièra de l'Universitat del Miralh) est une voie de Toulouse, chef-lieu de la région Occitanie, dans le Midi de la France.

## Situation et accès

### Description
La rue de l'Université-du-Mirail est une voie publique. Elle se trouve dans le quartier de Mirail-Université, dans le secteur 6 - Ouest. Elle naît perpendiculairement à l'avenue de Tabar, au niveau du demi-rond-point Tabar-Gilles. Elle est longue de 213 mètres et orientée au nord. Après avoir contourné le bâtiment de la station de métro Mirail – Université, elle longe le centre commercial des Universités, à gauche, et donne naissance à l'impasse du Recteur-Gheusi, à droite. Elle borde ensuite la place Henri-Maurette, puis se termine face à l'entrée de l'université Toulouse-Jean-Jaurès. Elle est prolongée au nord par la voie Nord-Sud 3, principal axe de circulation intérieure de l'université. De plus, à gauche, une voie sans nom permet de contourner le centre commercial des Universités afin de rejoindre la rue Paul-Bernadot et, au-delà, la rue Aristide-Maillol et l'avenue de Tabar, tandis que, à droite, un chemin piétonnier permet de relier l'impasse du Recteur-Dresch, l'impasse du Recteur-Gheusi, puis l'impasse Nicolas-Louis-Vauquelin qui aboutit à la rue du même nom.
La chaussée compte, entre l'avenue de Tabar et l'impasse du Recteur-Gheusi, une voie de circulation automobile dans chaque sens puis, à partir de l'impasse du Recteur-Gheusi, une seule voie en sens unique. Il n'existe pas d'aménagement cyclable.

### Voies rencontrées
La rue de l'Université-du-Mirail rencontre les voies suivantes, dans l'ordre des numéros croissants (« g » indique que la rue se situe à gauche, « d » à droite) :
1. Avenue de Tabar
2. Impasse du Recteur-Gheusi (d)
3. Place Henri-Maurette (g)
4. Impasse du Recteur-Dresch - accès piéton (d)

### Transports

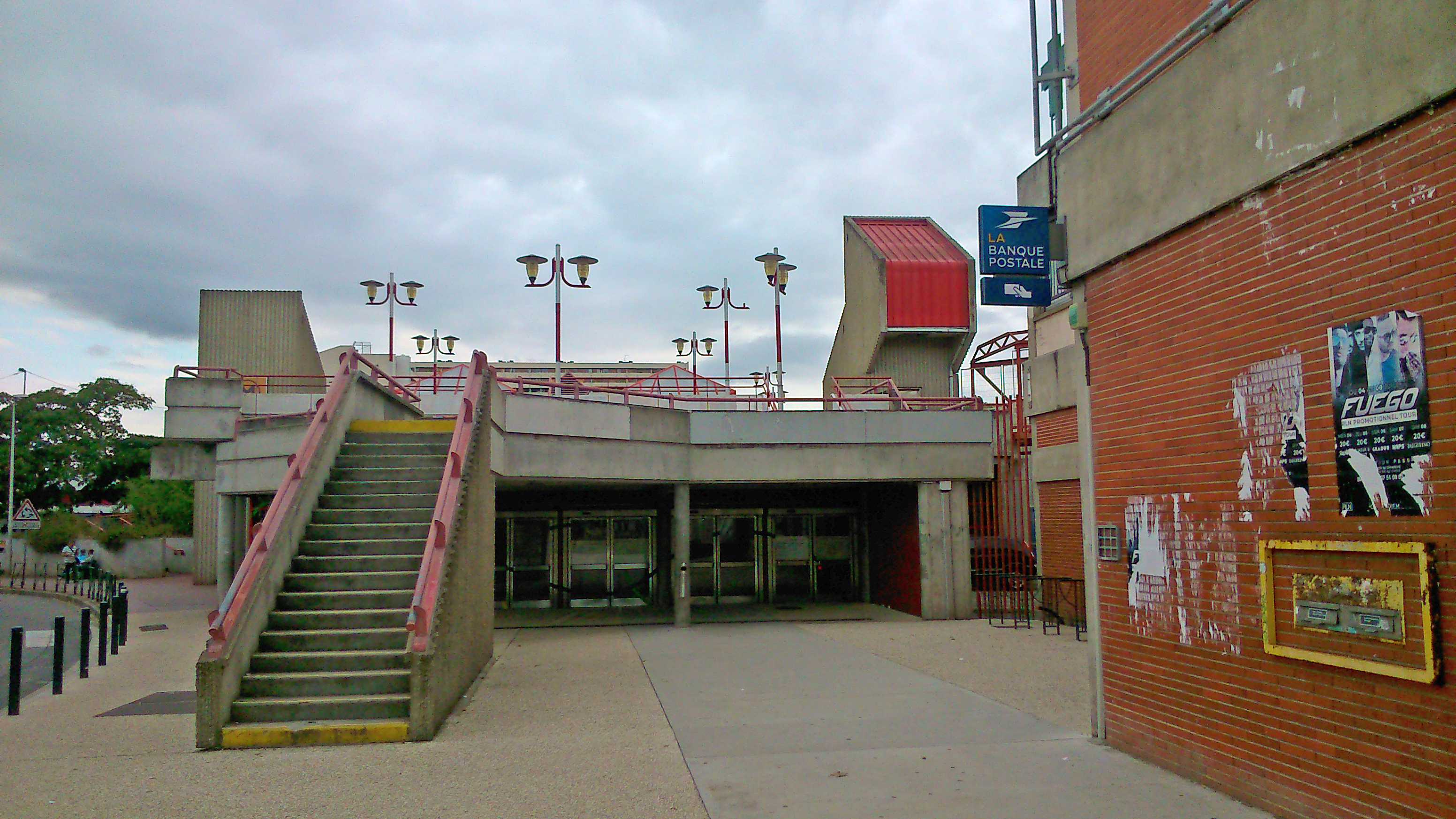
L'entrée principale de la station Mirail – Université.

La rue de l'Université-du-Mirail abrite le bâtiment de la station Mirail – Université, sur la ligne de métro . De plus, l'avenue de Tabar, au sud, est parcourue par la ligne de bus 14.
Il existe également une station de vélos en libre-service VélôToulouse, à proximité de la station de métro, la station no 220 (3 rue de l'Université).

## Odonymie
C'est par décision du conseil municipal du 26 avril 1974, sur proposition de la SETOMIP, la société d'aménagement chargée de la réalisation du programme du nouveau quartier du Mirail, que la rue a reçu le nom de l'université du Mirail – nom sous lequel était simplement désignée l'actuelle université Toulouse-Jean-Jaurès jusqu'en 2014.
Elle ne doit pas être confondue avec l'ancienne rue de l'Université, qui longe les anciennes facultés de l'université de Toulouse et renommée en 1945 en l'honneur d'Albert Lautman, ni avec l'esplanade de l'Université, aménagée en 2019 devant le nouveau bâtiment de la Toulouse School of Economics.

## Patrimoine et lieux d'intérêt

### Immeubles

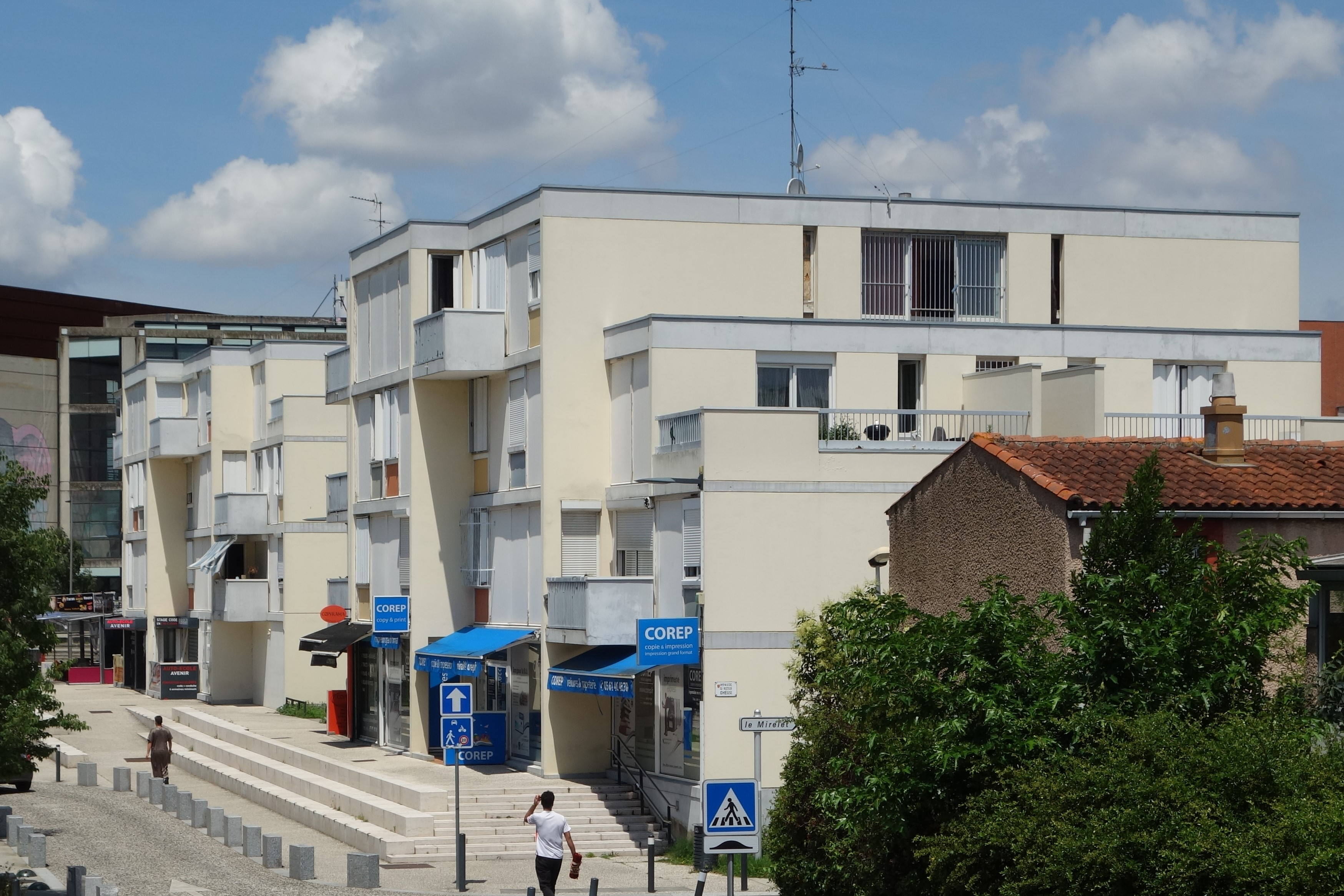
no 6-8 : résidence de l'Université.

- no  6-8 : résidence de l'Université.
La résidence de l'Université est une résidence étudiante. Elle est construite entre 1975 et 1976 pour le compte de la société civile immobilière Résidence des Lettres, sur les plans des architectes Joachim et Pierre Génard. Elle est constituée de deux corps de bâtiment, disposés parallèlement à la rue de l'Université-du-Mirail, qui s'élèvent sur trois étages, disposés en gradin. Elle compte 115 appartements (93 T1bis et 22 T2). L'ossature est de poteaux et de poutres en béton, avec un remplissage de brique. Sous les fenêtres, les panneaux de couleur animent la façade[3].